# Isla Badien
Isla Badien (también deletreado Jazeerat Dadeen) es una de las mayores islas del Río Nilo y la segunda isla más grande de Sudán. Se trata de una isla a 56 kilómetros (35 millas) al norte de Dongola la capital del Estado del Norte de Sudán (الشمالي Ash Shamaliyah).